# Брігітте Бірляйн
Брігітте Бірляйн (нім. Brigitte Bierlein; 25 червня 1949, Відень, Австрія — 3 червня 2024, там само) — австрійський юрист, політичний і державний діяч. З 3 червня 2019 року по 7 січня 2020 року канцлер в службовому уряді Австрії..

## Біографія
Народилася в 1949 році в Відні. Там же закінчила школу, і поступила в III Віденську федеральну гімназію. Потім закінчила юридичний факультет Віденського університету. У 1971 році отримала ступінь доктора юридичних наук.
Була генеральним адвокатом прокуратури, головним прокурором держави в період з 1990 по 2002 рік, і членом виконавчої ради Міжнародної асоціації прокурорів з 2001 по 2003 рік.
У 2003 році Бірляйн стала членом Конституційного суду Австрії. З січня 2018 року його очолила, ставши першою жінкою, що зайняла цю посаду. 30 травня 2019 роки їй було доручено сформувати і очолити уряд Австрії до наступних загальнонаціональних виборів у вересні 2019 року.

## На чолі країни
3 червня парламент Австрії затвердив її на цю посаду, і таким чином, вона стала першою жінкою на цій посаді в Австрії.